# Rocca Bianca (Valle Varaita)
La Rocca Bianca è una montagna delle Alpi Cozie, alta 3064 m. Si trova sulla cresta di confine tra Italia (Valle Varaita, Provincia di Cuneo, Piemonte) e Francia (Queyras, Alte Alpi, Provenza-Alpi-Costa Azzurra). Sulle carte francesi la quota indicata è di 3059 m.

## Caratteristiche
È un caratteristico massiccio roccioso che si erge sulla cresta di confine tra il Colle di Saint-Véran ed il Colle della Biancetta. In questo settore la cresta ha un andamento non rettilineo: dalla cima al colle di Saint-Véran la cresta si sviluppa in direzione S-N, mentre dalla cima al Colle della Biancetta la direzione è NE-SO.
Dal punto di vista geologico, la montagna si trova nella zona dei calcescisti ofiolitiferi (pietre verdi di Gastaldi). La matrice di calcescisti (localmente con abbondante pigmento carbonioso o grafitico) costituisce una specie di involucro alla rocca, che è costituita invece da un massiccio affioramento di prasiniti, metagabbri, metaporfiriti e metadiabasi. Il versante Sud-Est, che domina il Vallone di Saint-Véran, è una parete quasi subverticale alta parecchie centinaia di metri, mentre il versante francese è costituito da un'alternanza di affioramenti rocciosi inclinati di circa 45°, brevi paretine rocciose subverticali, e pendii detritici. Poco a Sud-Ovest della cima dirama una cresta secondaria, che si sviluppa verso Sud in direzione della Rocca del Nigro. Un'altra crestina secondaria dirama dalla cima in direzione Nord-Est; il punto più elevato, posto all'estremità NE della cresta, è indicato sulle guide come cima Nord-Est, e sulle carte ha una quota di 3048 m.
Il nome deriva probabilmente dagli affioramenti biancastri che sono visibili sulla parete S-E.

## Ascensione

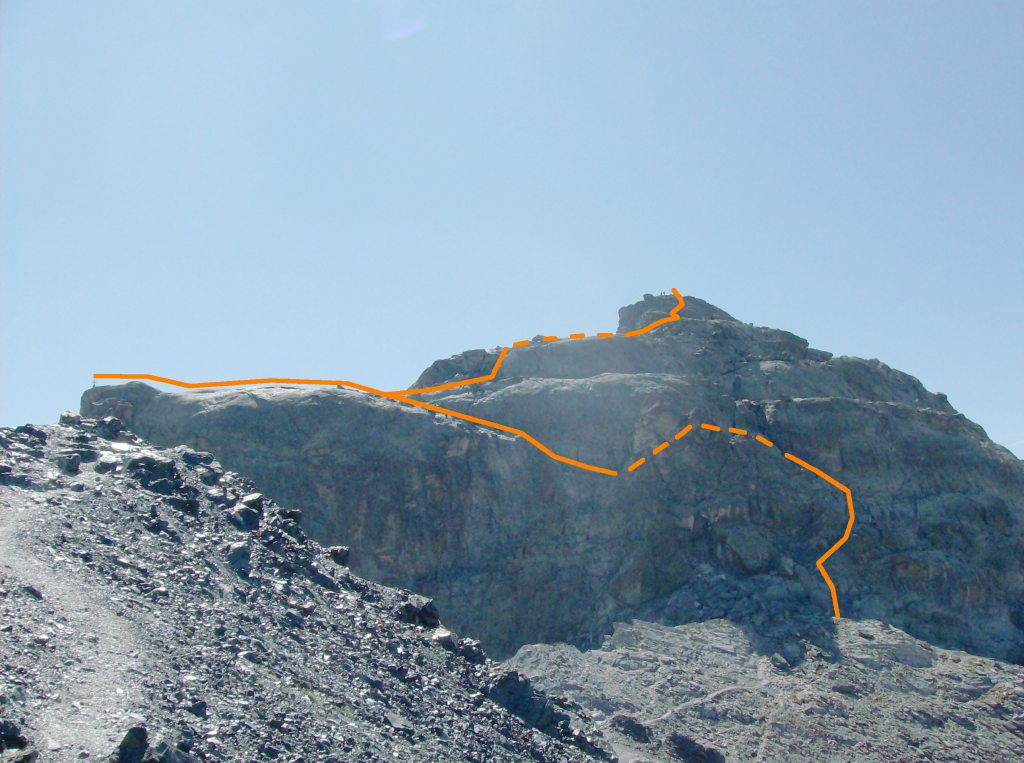
Via normale alla Rocca Bianca

### Via normale
La via normale si sviluppa sul versante francese (N-O), ed ha difficoltà di tipo alpinistico, valutata in F.
L'avvicinamento avviene dal Colle di Saint-Véran (a sua volta raggiungibile dal Colle dell'Agnello, oppure da Chianale risalendo il Vallone di Saint-Véran), attraverso un sentiero che percorre la cresta verso Sud, fino ad arrestarsi ai piedi della parete rocciosa. Si sale un primo tratto diretto, poi si risale un canalino chiuso da due massi franati, e si risale ancora per roccette fino alla sommità di una rampa terrosa. Si scende la rampa, poi si risale sempre su rampa fino alla sommità della cresta secondaria ove è posizionata la croce di vetta della cima NE. Si volge a destra, superando un facile saltino, poi per traccia di sentiero si arriva ai piedi del tratto finale. Qualche metro di roccette porta ad una caratteristica cengia-trincea, terminata a monte da grossi massi; la si risale, si superano i massi, e volgendo a sinistra per facili roccette si giunge alla croce di vetta.
La discesa si compie per la stessa via, oppure si può scendere il primo tratto, volgere a sinistra e, seguendo una traccia di sentiero (ometti) e mantenendosi sempre verso la cresta, scendere al Colle della Biancetta.

#### Alternativa alla via normale
Si può salire alla vetta dal Colle della Biancetta, scendendo poi per la via normale verso il Colle di Saint-Véran.
Partendo da Chianale, si risale il Vallone dell'Antolina fino al Lago Blu, da dove si prosegue verso Nord verso il Colle della Biancetta. Qui giunti, si piega a destra e, seguendo una traccia di sentiero prima in cresta, poi poco sotto dal lato francese, si raggiunge la base della parete finale della Rocca Bianca, che si risale seguendo la via normale (cengia-trincea). Si discende poi per la via normale verso il Colle di Saint-Véran. La difficoltà è anche qui F.

### Vie di arrampicata

#### Via Ghigo-Fumero
Si tratta di una via di arrampicata molto impegnativa (difficoltà TD+), che si sviluppa per 250 m di dislivello sul settore E del versante italiano. Si raggiunge normalmente dal Colle dell'Agnello, passando per il Colle di Sain-Véran e scendendo poi alla base della parete. La via, su roccia non sempre salda, si sviluppa su 7 tiri di corda con difficoltà fino al V+.

## Galleria d'immagini

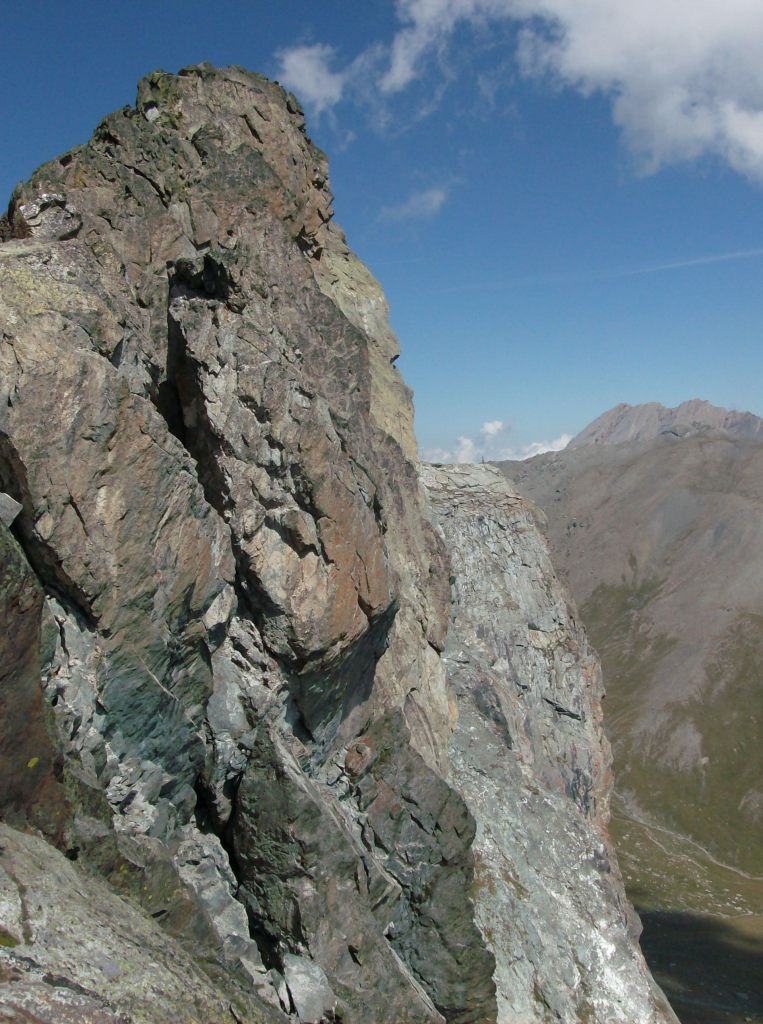
Il versante Sud-Est della Rocca Bianca visto dalla cresta secondaria che va verso la Rocca del Nigro
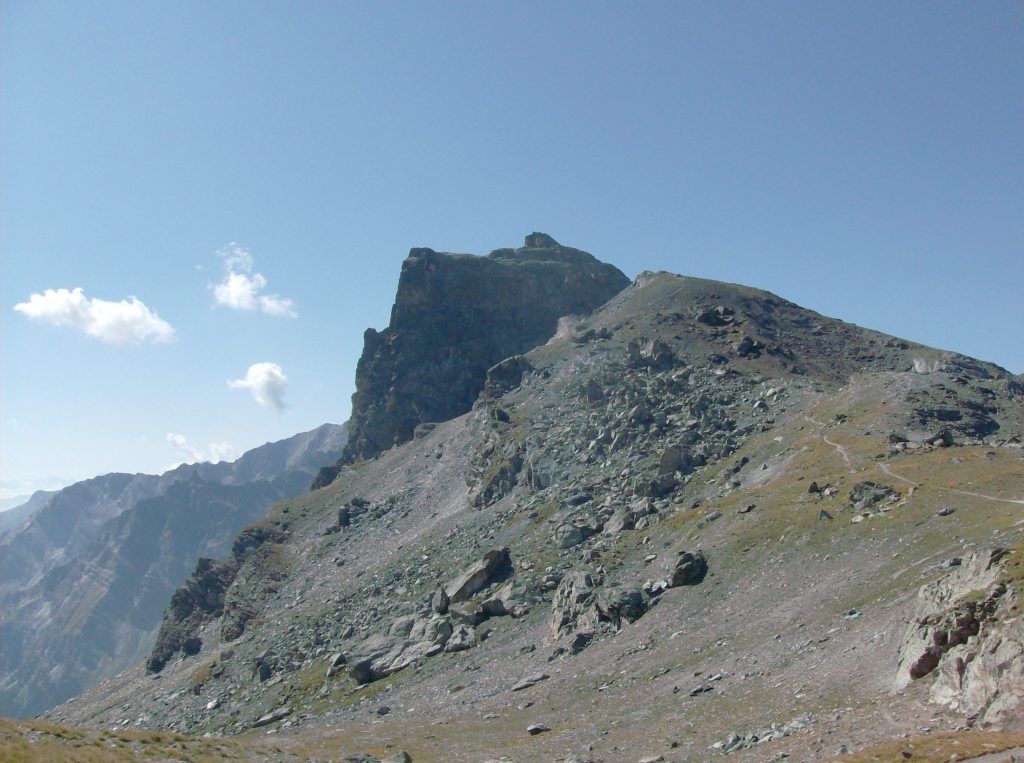
Vista dal Colle di Saint-Véran